# Giờ mua sắm
Tập quán và quy định cho giờ mua sắm (thời gian cửa hàng mở cửa) khác nhau tùy theo từng quốc gia.

## Ngày mua sắm và tác động của ngày lễ
Một số quốc gia, đặc biệt là những quốc gia có dân số hoặc lịch sử chủ yếu là Kitô giáo không cho phép mua sắm vào Chủ nhật. Ở các nước Hồi giáo, một số cửa hàng đóng cửa vào thứ Sáu để cầu nguyện vào buổi trưa. Ở Israel, nhiều cửa hàng đôi khi đóng cửa vào tối thứ Sáu và thứ Bảy vào ban ngày cho Shabbat (ngày Sabbath của người Do Thái).
Mỗi tiểu bang ở Úc đặt giờ giao dịch tiêu chuẩn của riêng mình, nhưng ở hầu hết các quốc gia, các cửa hàng mở cửa bảy ngày một tuần trong ít nhất một phần trong ngày.
Đối với một số cửa hàng và các doanh nghiệp khác ở các quốc gia có văn hóa Kitô giáo, Ngày Giáng sinh là ngày duy nhất trong năm họ đóng cửa.
Tại Hoa Kỳ và Canada, gần như tất cả các cửa hàng bán lẻ đều mở cửa hàng ngày trong năm trừ Lễ Tạ ơn, Ngày Giáng sinh và Chủ nhật Phục sinh. Một số cộng đồng ngoại thành và nhỏ hơn thường đóng cửa vào Chủ nhật. Ví dụ, Hạt Bergen, New Jersey, bên cạnh Thành phố New York, hoàn toàn cấm mua sắm vào Chủ nhật. Tuy nhiên, gần như tất cả các cửa hàng ở Hoa Kỳ đã giới hạn giờ vào Chủ nhật (thường là 11 giờ sáng hoặc trưa đến 5 - 7 giờ tối) và các cửa hàng đóng cửa sớm vào các ngày lễ quan trọng, như đêm Giáng sinh, đêm giao thừa, ngày đầu năm mới Ngày độc lập. Các ngân hàng, bưu điện và các văn phòng chính phủ khác hoặc đóng cửa vào cuối tuần, hoặc đóng cửa sớm vào thứ bảy. Nhiều cơ sở không bán lẻ khác vẫn đóng cửa vào cuối tuần.
Ở các nước Hồi giáo, các cửa hàng có thể có giờ mở cửa đặc biệt trong tháng Ramadan.
Ở Israel, nhiều cửa hàng có thể bị đóng cửa vào các ngày lễ tôn giáo khác ngoài Shabbat, đặc biệt là trên Yom Kippur khi gần như tất cả các doanh nghiệp đều đóng cửa.

## Giờ mua sắm tại các nước

### Úc
Giờ giao dịch tại cửa hàng ở Úc được quy định bởi các tiểu bang và vùng lãnh thổ.
Lãnh thổ thủ đô Úc, Lãnh thổ phía Bắc  và các bang New South Wales, Victoria và Tasmania, hoàn toàn hoặc gần như hoàn toàn quy định giờ mua sắm. Tất cả các doanh nghiệp bán lẻ ở hai lãnh thổ, bất kể quy mô hoặc sản phẩm cung cấp đều có thể quy định giờ giao dịch của họ để phù hợp với nhu cầu khách hàng cá nhân của họ. Các cửa hàng không thiết yếu ở ba tiểu bang bắt buộc phải đóng cửa vào Ngày Giáng sinh và Thứ Sáu Tuần Thánh, Ngày ANZAC (cho đến 1 giờ chiều), và ở Tasmania và NSW vào Chủ nhật Phục Sinh, và tại NSW vào Ngày Boxing (bên ngoài khu giao dịch đặc biệt ở Sydney). Các cửa hàng ở Lãnh thổ phía Bắc và Lãnh thổ thủ đô Úc  có thể vẫn mở cửa vào bất kỳ ngày lễ nào. Hai nhà điều hành siêu thị chính, Woolworths và Coles, thường giao dịch từ 6 giờ sáng đến nửa đêm mỗi ngày, mặc dù một số cửa hàng nội thành ở Sydney và Melbourne hoạt động hai mươi bốn giờ. Tại Canberra, Woolworths, Kmart và một vài cửa hàng nữa mở 24/7.
Melbourne thường có các quy tắc thoải mái nhất. Hầu như tất cả các trung tâm mua sắm ở Melbourne hiện giao dịch đến 9 giờ tối Thứ Năm và Thứ Sáu cũng như mở cửa nhiều giờ hơn vào Chủ nhật. Giao dịch đêm khuya giữa các tiểu bang chỉ xảy ra vào thứ Năm hoặc thứ Sáu chứ không phải cả hai.
Melbourne cũng nổi tiếng vì bắt đầu xu hướng giao dịch qua đêm 36 giờ trong thời gian sắp tới Giáng sinh. Một số trung tâm mua sắm lớn hơn sẽ mở cửa từ 8 giờ sáng ngày 23 tháng 12 đến 6 giờ chiều vào đêm Giáng sinh. Các trung tâm thường mở cửa đến 10 giờ tối hoặc nửa đêm vào hầu hết các đêm khác vào nửa đêm trước Giáng sinh vài ngày đầu tiên của Doanh số Boxing Day hàng năm.
Giờ giao dịch tại Lãnh thổ Thủ đô Úc đã được bãi bỏ quy định kể từ khi bãi bỏ Đạo luật Giờ giao dịch 1996 [ACT] vào ngày 29 tháng 5 năm 1997.
Giờ mua sắm ở Nam Úc vẫn được quy định nhưng chính phủ tiểu bang đã thông qua nhiều thay đổi để nới lỏng luật pháp. Mặc dù những thay đổi này, các nhà bán lẻ vẫn phải đối mặt với luật giao dịch phức tạp và khó hiểu, quy định giờ giao dịch dựa trên quy mô và ưu đãi sản phẩm. Siêu thị giao dịch với ít hơn 7 công nhân và có sàn giao dịch dưới 500   m 2 được miễn pháp luật. Theo luật, các siêu thị lớn hơn phải đóng cửa vào Thứ Hai đến Thứ Sáu lúc 9 giờ tối, Thứ Bảy lúc 5 giờ chiều và được phép giao dịch vào Chủ Nhật và các ngày lễ chỉ từ 11 giờ sáng đến 5 giờ chiều, trừ ngày ANZAC là 12 giờ trưa đến 5 giờ chiều; Thứ sáu tốt lành, Chủ nhật Phục sinh và Ngày Giáng sinh là những ngày mà họ không được mở.
Ở tất cả các khu vực của Queensland, giờ giao dịch với các siêu thị lớn là từ thứ Hai đến thứ Bảy, từ 7 giờ sáng đến 9 giờ tối và Chủ nhật và các ngày lễ từ 9 giờ sáng đến 6 giờ chiều. Hầu hết các trung tâm mua sắm lớn đóng cửa vào lúc 5 giờ chiều mỗi ngày, ngoại trừ một đêm một tuần với cái gọi là 'mua sắm đêm muộn'. Nếu một siêu thị nằm trong một trung tâm mua sắm lớn, nó vẫn phải ngừng giao dịch vào lúc 9 giờ tối, với quyền truy cập đặc biệt chỉ dành cho siêu thị.
Ở các vùng nông thôn của Tây Úc dưới vĩ tuyến 27, chính quyền địa phương chỉ định giờ đóng cửa cửa hàng cho chính quyền bang, nếu được chấp nhận, sẽ được thực hiện theo lệnh của bộ trưởng. Giờ mua sắm tại thủ đô Perth của tiểu bang được quy định bởi luật tương tự như Nam Úc. Giờ giao dịch được quy định trong pháp luật, và dựa trên kích thước và cung cấp sản phẩm. Như ở Nam Úc, các nhà bán lẻ siêu thị hoạt động độc lập nhỏ hơn được miễn. Các siêu thị chuỗi được yêu cầu đóng cửa từ Thứ Hai đến Thứ Sáu lúc 9 giờ tối, Thứ Bảy lúc 5 giờ chiều và được phép giao dịch vào Chủ Nhật và các ngày lễ chỉ từ 11 giờ sáng đến 5 giờ chiều.

### Áo

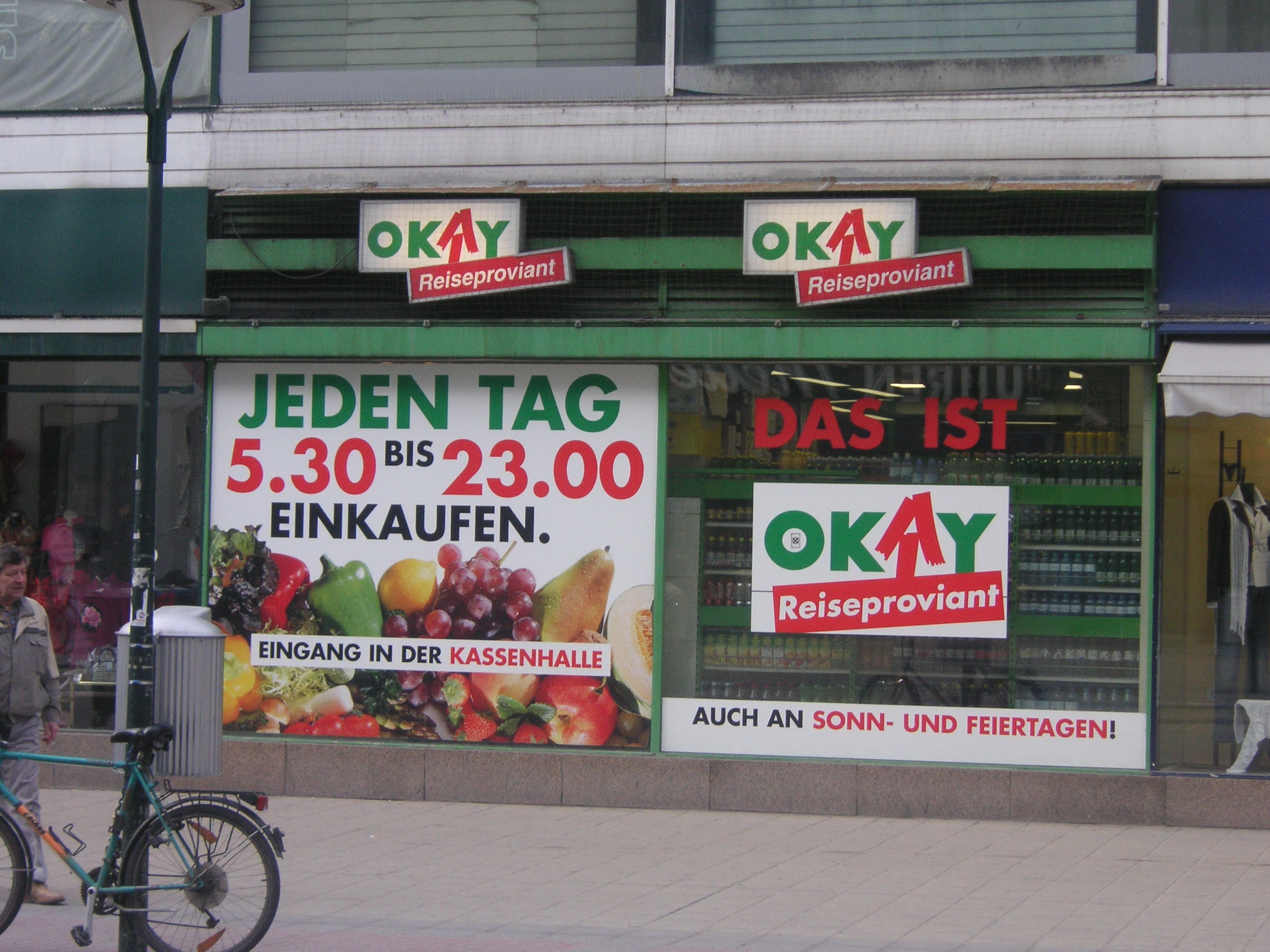
Cửa hàng tiện lợi tại nhà ga xe lửa Vienna bán Reiseproviant (điều khoản du lịch), mã thông thường cho giờ mở cửa

Tình hình ở Áo rất giống với ở Đức, với hầu hết các ngày lễ được dựa trên các ngày lễ Công giáo vì quốc gia này là chủ yếu. Cho đến những năm 1990, tất cả các cửa hàng đóng cửa vào khoảng trưa ngày thứ bảy và không mở cửa trở lại cho đến sáng thứ Hai. Các doanh nhân như Richard Lugner vận động cho việc mở rộng giờ mua sắm, và luật pháp đang dần được thay đổi, với ngày càng nhiều ngoại lệ được cấp. Trong khi đó, như ở Đức, các trạm xăng và trạm xe lửa ở các thành phố lớn đã đảm nhận vai trò của Nahversorger (cung cấp cho người dân địa phương các cửa hàng tạp hóa) ngoài giờ mua sắm thông thường.
Cho đến rất gần đây, giờ mua sắm vẫn rất hạn chế. Năm 2008, Áo sửa đổi năm 2003 ffnungszeitengesetz ("luật thời gian mở cửa"), với các quy định mới cho phép các cửa hàng mở cửa từ 6:00   sáng đến 9:00   chiều vào các ngày trong tuần vào thứ bảy đến 6:00   chiều nhưng bị giới hạn trong tổng số 72 giờ mở mỗi tuần. Tiệm bánh có thể mở sớm hơn 30 phút lúc 5:30   là Các cửa hàng đóng cửa vào Chủ nhật, nhưng có những trường hợp ngoại lệ cho các địa điểm du lịch, nhà ga, sân bay và mùa Giáng sinh.

### Canada
Giờ cửa hàng ở Canada được quy định bởi mỗi tỉnh hoặc lãnh thổ và, ở một số tỉnh, thành phố riêng lẻ cũng vậy.
Theo nguyên tắc chung, có rất ít quy định về giờ mua sắm trên toàn quốc. Ở các tỉnh British Columbia, Alberta và Saskatchewan, cũng như cả ba vùng lãnh thổ (Yukon, Vùng lãnh thổ Tây Bắc và Nunavut), không có giới hạn nào cả và các cửa hàng có thể mở 24/7 mỗi ngày. Đồng thời, Nova Scotia cho phép bất kỳ cửa hàng nào mở cửa hàng ngày trong năm trừ Ngày Tưởng niệm (11/11).
Các tỉnh còn lại (Manitoba, Ontario, Quebec, New Brunswick, Prince Edward Island và Newfoundland và Labrador) yêu cầu các cửa hàng đóng cửa vào hầu hết các ngày lễ lớn. Hơn nữa, ba tỉnh có thêm hạn chế vào ngày Chủ nhật. Tại Manitoba, các cửa hàng chỉ có thể mở vào Chủ nhật với sự chấp thuận của thành phố và chỉ trong khoảng từ 9 giờ sáng đến 6 giờ chiều (mặc dù các trường hợp ngoại lệ đối với các dịch vụ thiết yếu được áp dụng). New Brunswick cho phép Chủ nhật mở cửa cả năm chỉ với sự chấp thuận của cả thành phố và tỉnh; mặt khác, nó chỉ được phép từ tháng 8 cho đến năm mới Một số cộng đồng ở New Brunswick (như Woodstock, Miramichi, Sussex) hạn chế giờ hoạt động vào Chủ nhật đến 12 giờ tối - 5 giờ chiều.
Tỉnh Quebec là tỉnh duy nhất ở Canada quy định giờ mua sắm ngoài Chủ nhật và ngày lễ. Theo nguyên tắc chung, các cửa hàng chỉ được phép mở trong khoảng thời gian từ 8 giờ sáng đến 9 giờ tối các ngày trong tuần và 8 giờ sáng - 5 giờ chiều cuối tuần, trừ ngày lễ. Tuy nhiên, có một số trường hợp ngoại lệ, đáng chú ý là với một số siêu thị ở Montreal, mở cửa sau giờ hoặc hai mươi bốn giờ.
Trong thực tế, một số cửa hàng ở Canada (bên ngoài một số ít cửa hàng tạp hóa) vẫn mở cửa hai mươi bốn giờ. Hầu hết các trung tâm mua sắm mở cửa từ 10 giờ sáng đến 9 giờ tối từ Thứ Hai đến Thứ Sáu, 9:30 sáng - 6:00 (hoặc trong một số trường hợp là 9 giờ tối) vào Thứ Bảy và 12 giờ tối - 5 giờ chiều hoặc 6 giờ chiều vào Chủ Nhật. Nhiều cửa hàng lớn hơn, như Walmart Canada và hầu hết các cửa hàng tạp hóa lớn vẫn mở cửa từ 8 giờ sáng - 10 giờ tối từ thứ Hai đến thứ Bảy và 10 giờ sáng - 6 giờ chiều (ở một số tỉnh 8 giờ sáng đến 10 giờ tối) vào Chủ Nhật, ngoại trừ ở các tỉnh áp dụng các hạn chế tiếp theo. Chuỗi Sobeys mở cửa từ 7 giờ sáng - 11 giờ tối vào các ngày trong tuần và thứ bảy, mặc dù một số địa điểm mở cửa hai mươi bốn giờ. Nhiều Loblaws thương hiệu cửa hàng như Zehrs Markets và Real Canadian Superstore mở cửa từ 7:00-23:00, 7 ngày trong tuần.

### Trung Quốc
Giờ giao dịch tại Trung Quốc, bao gồm các khu vực hành chính đặc biệt của Hồng Kông và Ma Cao, là các quyết định thương mại và không được quy định. Hầu hết các cửa hàng được mở vào các ngày lễ. Một số cửa hàng tiện lợi mở cửa hai mươi bốn giờ và mỗi ngày trong năm, nhưng chỉ có một vài siêu thị lớn mở cửa hai mươi bốn giờ một ngày.
Trong Tết Nguyên đán, nhiều cửa hàng ở Trung Quốc đóng cửa trong vài ngày, từ đêm giao thừa của Trung Quốc đến ngày đầu tiên của năm mới của Trung Quốc. Hoặc thường xuyên hơn, đến ngày thứ ba của năm mới của Trung Quốc. Một số cửa hàng ở Hồng Kông và Ma Cao hoạt động vào các ngày lễ Tết của Trung Quốc, đặc biệt là các chuỗi siêu thị.

### Croatia
Giờ mua sắm ở Croatia hiện không được kiểm soát sau khi Tòa án Hiến pháp bãi bỏ lệnh cấm mua sắm vào Chủ nhật, có hiệu lực từ giữa năm 2008 đến giữa năm 2009.
Hầu hết các siêu thị ngoài thành phố lớn đều mở cửa từ 07: 30/08: 00-21: 00/22: 00, Thứ Hai đến Chủ Nhật. Các trung tâm mua sắm thường mở cửa lúc 09:00 và cũng đóng cửa lúc 22:00, mỗi ngày. Các siêu thị nhỏ hơn đóng cửa sớm hơn vào Chủ nhật, thường là lúc 13:00. Các cửa hàng khác trong khu vực đô thị thường đóng cửa vào Chủ nhật.
Tiệm bánh và kiốt báo thường mở cửa rất sớm vào buổi sáng, lúc 05:30 hoặc 06:00, và mở cửa hàng ngày nhưng không phải hai mươi bốn giờ. Các trạm xăng và cửa hàng tiện lợi dọc theo các con đường lớn cũng như một số hiệu thuốc (ít nhất một ở mỗi thành phố lớn, năm ở Zagreb ) hoạt động hai mươi bốn giờ.

### Đan Mạch
Giờ hoạt động tiêu chuẩn cho hầu hết các doanh nghiệp thường là 8: 00/8: 30 - 17:30. Kể từ ngày 1 tháng 10 năm 2012, các cửa hàng của Đan Mạch đã được phép mở cửa hàng ngày, trừ các ngày lễ và sau 3 giờ chiều vào đêm Giáng sinh và đêm giao thừa. Tuy nhiên, các cửa hàng có doanh thu dưới 32,2 triệu DKK (số liệu năm 2012, được lập chỉ mục) được phép mở mỗi ngày trong năm. Vẫn ở nhiều thị trấn nhỏ, các cửa hàng thường đóng cửa vào thứ bảy sau 2 giờ chiều và Chủ nhật. Một số cửa hàng nhỏ đóng cửa vào thứ Hai.

### Phần Lan
Mua sắm chủ nhật được giới thiệu lần đầu tiên vào năm 1994.
Vào ngày 15 tháng 12 năm 2015, quốc hội Phần Lan đã bỏ phiếu cho việc loại bỏ tất cả các hạn chế giờ mở cửa cho tất cả các nhà bán lẻ. Luật có hiệu lực vào ngày 1 tháng 1 năm 2016. Luật mới có hiệu lực vào ngày 1 tháng 1 năm 2016.

### Đức
Ở Đức, ngày mua sắm và giờ mở cửa trước đây được quy định bởi luật liên bang gọi là " Luật đóng cửa hàng " (Ladenschlussgesetz), lần đầu tiên được ban hành vào năm 1956 và được sửa đổi lần cuối vào ngày 13 tháng 3 năm 2003. Tuy nhiên, vào ngày 7 tháng 7 năm 2006, chính phủ liên bang đã trao thẩm quyền điều chỉnh giờ mua sắm cho mười sáu tiểu bang. Kể từ đó, các quốc gia đã được phép thông qua luật riêng của họ quy định giờ mở cửa. Ladenschlussgesetz liên bang tiếp tục có hiệu lực ở các tiểu bang chưa thông qua luật riêng của họ.
Theo Ladenschlussgesetz cũ, hiện chỉ áp dụng ở các bang Bavaria và Saarland, các cửa hàng không được mở trước 6 giờ sáng và không thể mở cửa muộn hơn 8 giờ tối từ thứ Hai đến thứ Bảy. Các cửa hàng cũng phải đóng cửa vào Chủ nhật và ngày lễ (cả liên bang và tiểu bang), và các quy tắc đặc biệt được áp dụng liên quan đến đêm Giáng sinh (24 tháng 12) nếu ngày đó rơi vào một ngày trong tuần.
Có một số trường hợp ngoại lệ, bao gồm các trạm xăng dầu và cửa hàng nằm trong các nhà ga và sân bay, có thể mở cửa quá giờ bình thường. Hầu hết các trạm xăng ở các thành phố lớn hơn, và tất cả đều nằm trên Autobahns, mở cửa hai mươi bốn giờ. Các cửa hàng trong cái gọi là "khu du lịch" cũng có thể mở cửa ngoài giờ bình thường, nhưng họ bị hạn chế bán đồ lưu niệm, đồ thủ công và các mặt hàng du lịch tương tự. Liên quan đến các hội chợ và ngày thị trường công cộng, cộng đồng được phép bốn ngày mỗi năm (thường là Chủ nhật) mà các cửa hàng có thể mở bên ngoài các hạn chế thông thường; tuy nhiên, việc mở cửa hàng như vậy có thể không diễn ra trong các dịch vụ chính của nhà thờ và họ phải đóng cửa trước 6 giờ chiều. Tiệm bánh có thể mở cửa kinh doanh lúc 5h30 sáng và cũng có thể mở trong một thời gian giới hạn vào Chủ nhật. Các nhà hàng, quán bar, nhà hát và các cơ sở văn hóa thường không bị ảnh hưởng bởi các hạn chế về thời gian mở cửa hàng. Vì hầu hết các ngày lễ ở Đức đều dựa trên tôn giáo và vì các ngày lễ tôn giáo (Tin lành và Công giáo) không thống nhất trên toàn nước Đức, các cửa hàng có thể bị đóng cửa do một ngày nghỉ lễ ở một bang và mở tại một bang lân cận. Bavaria thậm chí phân biệt giữa các thành phố với đa số Tin lành hoặc Công giáo.
Ladenschlussgesetz là chủ đề gây tranh cãi, vì các cửa hàng lớn hơn (và nhiều khách hàng của họ) muốn có ít hạn chế hơn về giờ mua sắm, trong khi các công đoàn, chủ cửa hàng nhỏ và nhà thờ lại phản đối việc nới lỏng các quy tắc. Vào ngày 9 tháng 6 năm 2004, tòa án tối cao của Đức (Bundesverfassungsgericht) đã bác bỏ yêu cầu của chuỗi cửa hàng bách hóa Đức, <i id="mwbw">Kaufhof AG</i> rằng luật đóng cửa hàng là vi hiến. Trong số những điều khác, tòa án trích dẫn Điều 140 của hiến pháp Đức (Grundgesetz) (từ đó viện dẫn Điều 139 của Hiến pháp Weimar năm 1919) bảo vệ Chủ nhật và ngày lễ là ngày nghỉ ngơi và phục hồi. Tuy nhiên, tòa án có hiệu lực đã mời quốc hội liên bang (Bundestag) xem xét lại liệu các bang (Länder) có nên điều chỉnh giờ thay vì chính phủ liên bang hay không.
Cho đến nay, không có nhà nước nào thông qua quy định cho phép mở cửa hàng nói chung vào Chủ nhật.
Các tiểu bang không có giới hạn từ Thứ Hai đến Thứ Bảy và các quy định khác nhau cho Chủ Nhật:
- Bang Baden-Württemberg
- Berlin
- Brandenburg
- Bremen
- Hamburg
- Hessen
- Hạ Sachsen
- Schleswig-Holstein

Các tiểu bang không có giới hạn từ Thứ Hai đến Thứ Sáu và các quy định khác nhau cho Thứ Bảy và Chủ Nhật:
- Mecklenburg-Tây Pomerania
- Bắc Rhine- [./https://en.wikipedia.org/wiki/North_Rhine-Westphalia Westphalia]
- Sachsen-Anhalt
- Thuringia

Các tiểu bang nơi các cửa hàng có thể mở cửa từ 6 giờ sáng đến 10 giờ tối từ Thứ Hai đến Thứ Bảy và các quy định cho Chủ Nhật khác nhau:
- [./https://en.wikipedia.org/wiki/Rhineland-Palatinate Rhineland]-Palatinate
- Sachsen

Các quốc gia không có tự do hóa giờ mở cửa vượt quá Ladenschlussgesetz liên bang:
- Bavaria
- Saarland

### Ai-len
Các cửa hàng ở Ireland có thể, với một vài ngoại lệ (chẳng hạn như những cửa hàng liên quan đến việc bán rượu), mở bất cứ khi nào họ muốn, kể cả Chủ nhật và ngày lễ.
Dưới đây là những giờ điển hình:
Thứ Hai - Thứ Tư, Thứ Sáu, Thứ Bảy:
- 8: 00/9: 00/10: 00 - 17: 00/18: 00/19: 00

Thứ năm:
- 8: 00/9: 00/10: 00 - 20: 00/21: 00/22: 00

Chủ nhật:
- 9: 00/10: 00/11: 00 - 17: 00/18: 00/19: 00

Nhiều siêu thị mở cửa hai mươi bốn giờ hoặc có giờ mở cửa lâu hơn (như 8:00 - 22:00) mỗi ngày.
Các trung tâm mua sắm lớn và trung tâm ngoại thành (ngoại ô) thường mở cửa nhiều giờ hơn mỗi ngày (ví dụ: 09:00 - 21: 00/22: 00 các ngày trong tuần, 09:00 - 19:00 Thứ Bảy, 10:00 - 19:00 Chủ nhật).
Trong hai tuần sắp tới Giáng sinh, thông thường nhiều cửa hàng có thời gian mở cửa kéo dài; một số có thể hoạt động hai mươi bốn giờ cho đến nửa đêm vào đêm Giáng sinh.
Hầu hết các cửa hàng (trừ trạm xăng hoặc cửa hàng tiện lợi) ở các thị trấn nhỏ và làng không mở cửa vào Chủ nhật. Hầu như tất cả các cửa hàng (một lần nữa, trạm xăng, cửa hàng tiện lợi, vv ngoại trừ) đều đóng cửa vào Ngày Giáng sinh, mặc dù hầu hết đều mở cửa vào tất cả các ngày lễ khác.
Cửa hàng tiện lợi, trạm xăng và một số nhà hóa học (nhà thuốc) thường mở cửa từ sáng sớm (05: 00/06: 00/07: 00) đến tối muộn (22: 00/23: 00/00: 00) hoặc thường hai mươi bốn giờ, và ngày đầu năm mới cũng là giờ chủ nhật.
Ở khu vực nông thôn hoặc trong các ngành nghề truyền thống, thứ Tư có thể là một nửa ngày cho các doanh nghiệp, đóng cửa lúc 12:30, nhưng thực tế này đã qua từ lâu ở khu vực thành thị.
Rượu chỉ được phép bán trong khoảng thời gian từ 10:30 đến 22:00 từ thứ Hai đến thứ Bảy và 12:30 đến 22:00 vào Chủ nhật, nhưng điều này không ảnh hưởng đến giờ mở cửa (siêu thị thường sẽ chặn truy cập vào các sản phẩm có cồn ngoài những thời điểm này). Rượu không thể được bán ở tất cả các ngày Thứ Sáu Tốt.

### Nhật Bản
Tại Nhật Bản, hầu hết các cửa hàng mở cửa lúc 10:00 và đóng cửa lúc 20:00 (8 giờ tối). Các ngân hàng mở cửa từ 09: 00-15: 00 vào các ngày trong tuần và đóng cửa vào cuối tuần; bưu điện mở cửa từ 09:00 đến 17:00 vào các ngày trong tuần và đóng cửa vào cuối tuần.

### Hà Lan
Giờ mở cửa thường xuyên: Thứ Hai 11:00 - 18:00; Thứ Ba-Thứ Sáu: 09:30 - 18:00; Thứ Bảy: 09:30 - 17:00; Chủ nhật (Amsterdam, Rotterdam, The Hague, Utrecht, Almere, Leiden và các thị trấn du lịch nhỏ hơn): 12 giờ trưa - 18:00. Ở nhiều thị trấn khác, các cửa hàng mở cửa vào Chủ nhật đầu tiên của tháng (koopzondag).
Các cửa hàng được phép mở cửa đến 22:00 từ thứ Hai đến thứ Bảy, tuy nhiên hầu hết đóng cửa lúc 18:00 vào các ngày trong tuần và 17:00 vào thứ Bảy. Nhiều siêu thị (bao gồm các cửa hàng từ nhà lãnh đạo thị trường Albert Heijn, một số cửa hàng DIY và IKEA) mở cửa đến 20:00, 21:00 hoặc 22:00. Hầu hết các thị trấn đều có buổi tối mua sắm hàng tuần (koopavond), khi các cửa hàng mở cửa đến 21:00, vào thứ Năm hoặc thứ Sáu. Trong các thị trấn du lịch (như trung tâm thành phố Amsterdam), các siêu thị được phép mở cửa vào Chủ nhật trong khoảng thời gian từ 07:00 đến 22:00. Nhiều thị trấn có một hoặc nhiều siêu thị (avondwinkels) mở cửa đến tận chiều tối, thỉnh thoảng cả đêm. Cửa hàng tiện lợi cũng có thời gian mua sắm lâu hơn; họ đang ở nhiều ga đường sắt lớn hơn (" Albert Heijn để đi") và một số đường phố nhộn nhịp.
Một siêu thị kích thước thông thường mở cửa đến nửa đêm bảy ngày một tuần là Albert Heijn thường xuyên tại Sân bay Schiphol gần Amsterdam (trong khu vực của sân bay trước khi kiểm tra vé, không chỉ cho khách du lịch hàng không).
Các cửa hàng đóng cửa vào Chủ nhật cũng thường đóng cửa vào các ngày lễ và các cửa hàng khác có xu hướng có giờ mở cửa sau đó như vào Chủ nhật. Tuy nhiên, vào ngày Giáng sinh và đêm giao thừa, hầu hết các cửa hàng đều đóng cửa.
Đối với giờ mở cửa cụ thể ("Openingstijden") ở Hà Lan, có một số trang web.

### Serbia
Giờ mua sắm ở Serbia không được kiểm soát. Các siêu thị lớn thường mở cửa từ 07: 00/07: 30/08: 00 đến 22:00 từ thứ Hai đến Chủ nhật. Trung tâm mua sắm mở cửa lúc 09:00 hoặc 10:00 và cũng mở cửa đến 22:00. Các siêu thị nhỏ hơn đóng cửa sớm hơn vào Chủ nhật, lúc 15:00 hoặc 16:00.
Không giống như nước láng giềng Croatia, nhiều cửa hàng thức ăn nhanh, tiệm bánh, kiốt và cửa hàng tiện lợi ở khu vực thành thị hoạt động hai mươi bốn giờ. Ngay cả một số đại siêu thị, như Tempo và Metro, mở cửa hai mươi bốn giờ.

### Singapore
Giờ mua sắm cho trung tâm mua sắm thường từ 10:00 đến 22:00 từ thứ Hai đến Chủ nhật. Các cửa hàng ô tô như cửa hàng lốp xe thường từ 09:30 đến 19:00. Một số siêu thị mở cửa hai mươi bốn giờ. Hầu hết các cửa hàng không mở vào ngày đầu tiên của năm mới vì sự bảo trợ của nhu cầu thấp.

### Thụy Điển
Ở Thụy Điển không còn luật nào liên quan đến giờ mua sắm ngoại trừ các cửa hàng rượu Systembolaget thuộc sở hữu quốc gia, đóng cửa lúc 20:00 muộn nhất vào các ngày trong tuần và 15:00 vào thứ Bảy. Vào Chủ nhật, không có rượu được bán ở tất cả, mặc dù nó được phục vụ trong các nhà hàng. Trung tâm mua sắm và cửa hàng thực phẩm thường mở cửa hàng ngày; cửa hàng tạp hóa thường đến 22:00 tất cả các ngày trong tuần và trung tâm mua sắm thường đến 20:00 vào các ngày trong tuần và 18:00 vào cuối tuần. Thông thường các trung tâm mua sắm đóng cửa vào ngày đầu năm mới, ngày giữa hè và ngày Giáng sinh, nhưng các cửa hàng tạp hóa vẫn mở cửa ngay cả những ngày đó mặc dù ít giờ hơn bình thường. Mặc dù không có luật nào quy định giờ làm việc nói chung, luật lao động không cho phép làm việc từ nửa đêm đến 5 giờ sáng trong nhiều ngành nghề bao gồm cửa hàng tạp hóa và hầu hết các cửa hàng.

### Thụy Sĩ
Giờ mua sắm được điều chỉnh bởi luật bang và thay đổi theo, ngày lễ cửa hàng bắt buộc duy nhất là ngày 1 tháng 8 (ngày lễ quốc gia), theo điều 110 III của Hiến pháp Thụy Sĩ. Thông thường, các cửa hàng sẽ mở cửa từ 8 hoặc 9 giờ sáng đến 7 hoặc 8 giờ tối, 9 giờ tối một ngày một tuần (thường là thứ Năm hoặc thứ Sáu) tùy theo khu vực. Vào thứ bảy và một ngày trước ngày lễ, hầu hết các cửa hàng đóng cửa vào khoảng 4 hoặc 5 giờ chiều. Các cửa hàng cũng thường đóng cửa vào Chủ nhật; xem chủ nhật mua sắm ở Thụy Sĩ.

### Vương quốc Anh
Ở Vương quốc Anh, nhiều cửa hàng bán lẻ mở cửa hàng ngày. Một số siêu thị lớn mở cửa trong hai mươi bốn giờ, (trừ Chủ nhật ở Anh và xứ Wales). Hầu hết các cửa hàng không mở cửa vào Chủ nhật Phục sinh, Năm mới hoặc Ngày Giáng sinh và đã giảm giờ vào các ngày lễ công cộng và ngân hàng khác.

#### Giờ mua sắm thông thường
Thứ Hai - Thứ Bảy: 9:00 sáng đến 5:30 chiều, hoặc 10:00 sáng đến 8:00 tối / 10:00 tối.
Chủ nhật: - 10:00 sáng đến 4:00 chiều, hoặc 11:00 sáng đến 5:00 chiều, hoặc 12 giờ trưa đến 6:00 tối.
Mua sắm chủ nhật đã trở nên phổ biến hơn, và hầu hết nhưng không phải tất cả các cửa hàng ở thị trấn và thành phố đều mở cửa kinh doanh. Cửa hàng 280   m 2 và lớn hơn ở Anh và xứ Wales chỉ được phép giao dịch trong sáu giờ vào Chủ nhật; cửa hàng ở Bắc Ireland có thể mở từ 1:00   chiều đến 6:00   PM. Ở Scotland, về lý thuyết, Chủ nhật được coi là giống như bất kỳ ngày nào khác, và không có hạn chế. Tuy nhiên, trên thực tế, một số cửa hàng không mở cửa vào Chủ nhật hoặc chỉ mở trong bốn giờ ở các thị trấn nhỏ hơn. Trong một số khu vực thống trị của Nhà thờ Tự do, ví dụ Stornoway trên Isle of Lewis, Chủ nhật được coi là một ngày nghỉ ngơi và do đó rất ít nếu có bất kỳ cửa hàng nào mở.

### Hoa Kỳ

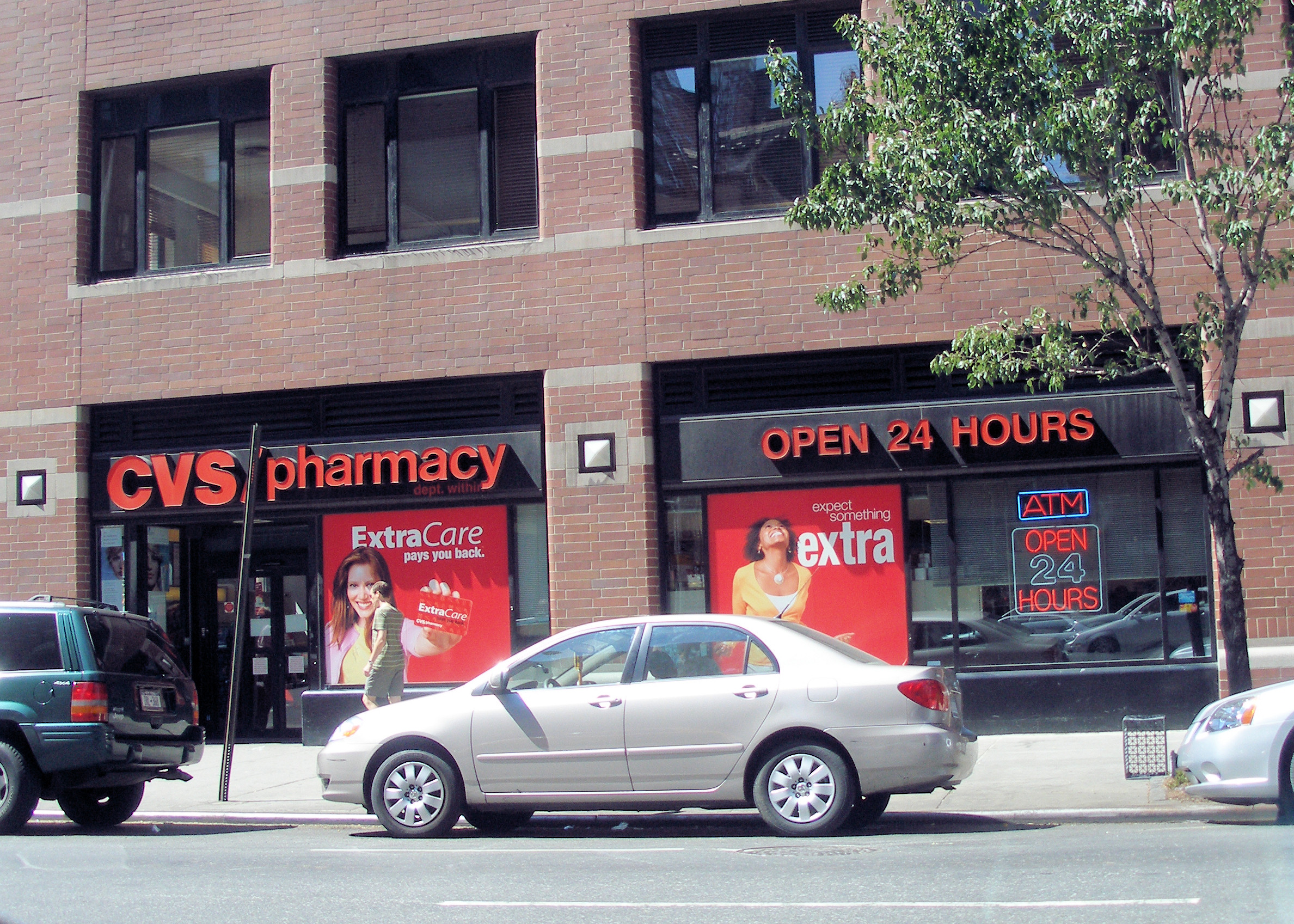
Một CVS / hiệu thuốc ở Thành phố New York mở cửa 24/7, nhưng vẫn đóng cửa vào Lễ Phục sinh, Lễ Tạ ơn và Ngày Giáng sinh

Ở Mỹ, các cấp chính quyền khác nhau thường không quy định giờ của đại đa số các nhà bán lẻ (mặc dù có trường hợp ngoại lệ, như luật xanh), và ngoại lệ chính là các cửa hàng được phép bán rượu mạnh và đồ uống có cồn khác (để biết giờ mua sắm, hãy xem giờ bán rượu theo tiểu bang) và đại lý xe hơi. Giờ mua sắm rất khác nhau dựa trên những cân nhắc về quản lý và nhu cầu của khách hàng. Các biến chính là kích thước của khu vực đô thị, loại cửa hàng và kích thước của cửa hàng.
Las Vegas, Nevada là ngoại lệ đáng chú ý đối với tất cả các truyền thống vừa được mô tả. Las Vegas nổi tiếng thế giới với văn hóa địa phương 24 giờ vì đây là khu vực có các ngành công nghiệp du lịch và trò chơi lớn hoạt động 24/7. Vì nhiều nhân viên trong các ngành công nghiệp chính của thành phố làm việc theo ca đêm — và vì Nevada có rất ít luật liên quan đến giờ hoạt động cho bất kỳ loại hoạt động thương mại nào — nhiều doanh nghiệp phục vụ cho những công nhân như vậy. Do đó, Las Vegas là nơi có nhiều đại lý xe hơi 24 giờ, phòng khám nha khoa, cơ khí tự động, cửa hàng máy tính và thậm chí một số cửa hàng quần áo nhỏ hơn.
Giờ mua sắm điển hình của cửa hàng:
- Thứ Hai - Thứ Bảy 9 - 10 giờ sáng đến 8 - 10 giờ tối (9:00 - 10:00 đến 20:00 - 22:00)
- Chủ nhật 11 - 12 giờ trưa đến 5 - 7 giờ tối (11:00 - 12:00 đến 17:00 - 19:00)

Các siêu thị thường mở cửa vào các giờ sớm hơn, từ 6 đến 7 giờ sáng đến 10 giờ tối (7:00 - 22:00) mỗi ngày. Cửa hàng và cửa hàng nhỏ hơn thường đóng cửa sớm vào lúc 5 hoặc 6 giờ chiều (17:00 hoặc 18:00) và thường đóng cửa một hoặc hai lần một tuần, thường là vào Chủ nhật.
Gần như tất cả các cửa hàng đều đóng cửa vào Lễ Phục sinh, Lễ Tạ ơn và Ngày Giáng sinh. Tuy nhiên, trong những năm gần đây, một số cửa hàng bách hóa và cửa hàng giảm giá đã bắt đầu mở cửa vào buổi tối vào ngày Lễ Tạ ơn; xem Thứ Sáu Đen để biết thêm chi tiết. Đóng cửa sớm (nửa ngày) xảy ra vào đêm Giáng sinh và đêm giao thừa. Một số cửa hàng có thể đã giảm giờ trong các ngày lễ lớn khác.
Tất cả các trung tâm và cửa hàng bách hóa, cũng như hầu hết các cửa hàng khác vẫn mở cửa nhiều giờ hơn giữa cuối tuần Lễ Tạ ơn và đêm Giáng sinh để mua sắm Giáng sinh và kỳ nghỉ. Nhiều người mở cửa đến 11 giờ tối (23:00), và một số thậm chí lâu hơn.
Vài cửa hàng vẫn mở hai mươi bốn giờ; ngoại lệ chính cho quy tắc này là hầu hết Walmarts trên toàn quốc (đặc biệt là Supercenters, kết hợp một cửa hàng giảm giá và siêu thị đầy đủ); nhiều cửa hàng tiện lợi, đặc biệt là những cửa hàng cũng bán nhiên liệu động cơ; và một số cửa hàng thuốc như CVS, đặc biệt là ở các thành phố lớn như Thành phố New York và Las Vegas.
Một số cửa hàng, đặc biệt là ở khu vực ngoại ô và nông thôn, có thể vẫn đóng cửa vào Chủ nhật vì bất kỳ lý do gì (chẳng hạn như hầu hết các cửa hàng bán lẻ ở Hạt Bergen, New Jersey do luật xanh, nằm cạnh Thành phố New York và là nơi có bốn trung tâm lớn và có bán lẻ lớn nhất trên toàn quốc).